# مروحيات الذيل
مروحيات الذيل أو الرِبْدُوريات (الاسم العلمي: Rhipiduridae)، فصيلة طيور حشرية من رتبة الجواثم، أعطانها في أستراليا وجنوب شرق آسيا وشبه القارة الهندية تحوي على جنس مروحي الذيل وحريري الذيل.

## التصنيف والتنظيم
هناك ثلاثة أجناس مصنفة ضمن الفصيلة:
- مروحي الذيل – (نحو 40 نوع)
- حريري الذيل – حريري الذيل (نوعين)
- درونغو مروحي الذيل – درونغو مروحي الذيل